# Clitumnus

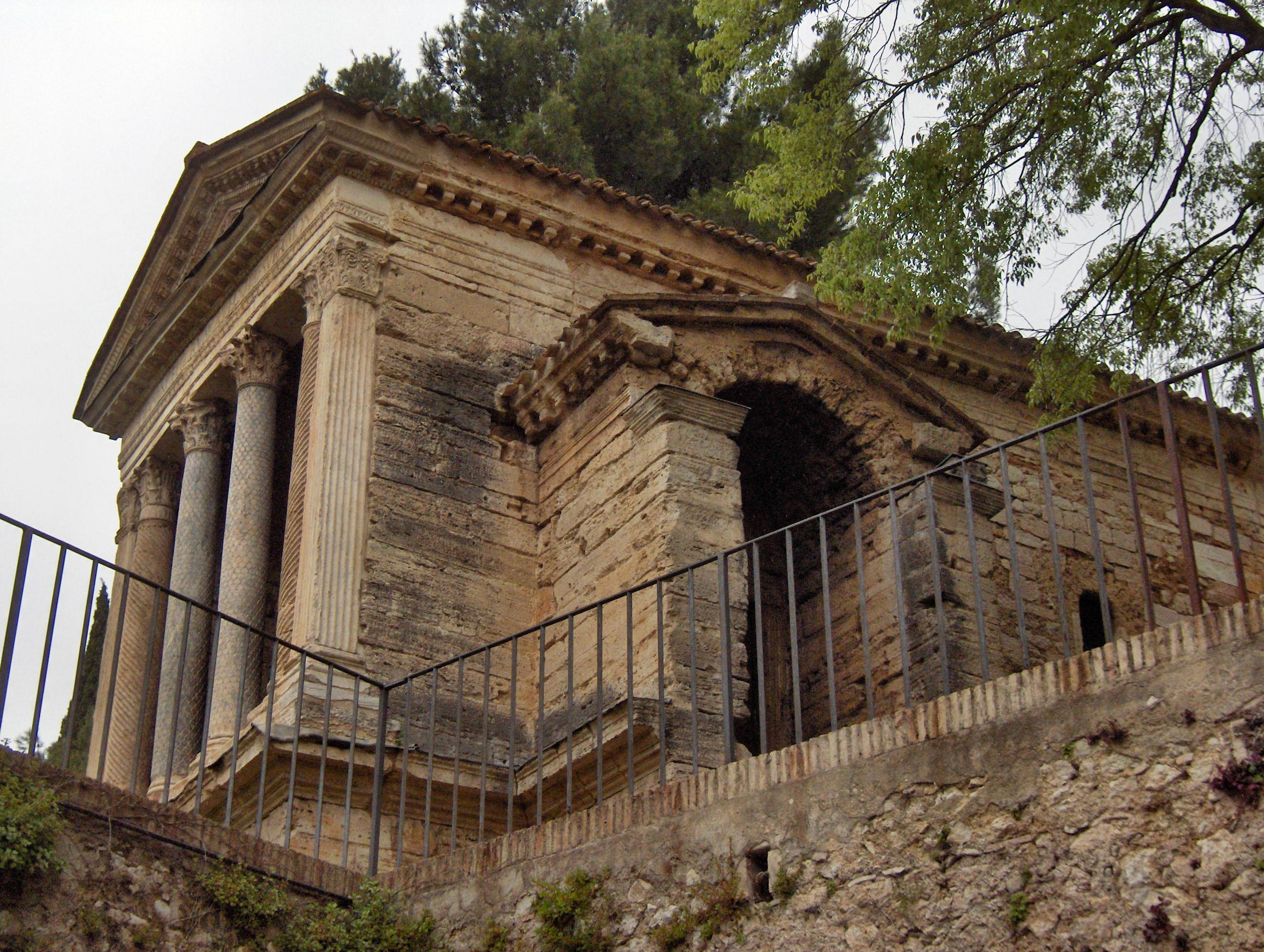
Dawna świątynia Clitumnusa, obecnie kościół

Clitumnus (łac. Clītumnus) – w mitologii rzymskiej bóstwo opiekuńcze rzeki Clitumnus w południowej Umbrii. Był synem Okeanosa i Tetydy.
Ku jego czci w pobliżu rzecznego źródła wzniesiono w gaju cyprysowym świątynię, gdzie składano mu ofiary, wspomniane przez Wergiliusza w Georgikach (II, 149-151): „…i twe białe trzody, Klitumnie! I byk, święta ofiara, którą kąpią tłumnie w twym nurcie, tryumf rzymski wiodąc w próg świątyni”. O pięknie źródlanych wód pisali w czasach antycznych Propercjusz i Klaudian, w nowożytnych – lord Byron i G. Carducci. 
W okresie cesarstwa rzymskiego świątynia uległa zniszczeniu. Odbudowano ją w czasach Longobardów, częściowo wykorzystując pierwotny budulec. 
W roku 2001 budowlę wpisano na listę światowego dziedzictwa.